# داودکندی
داودکندی (به لاتین: Daudkandi) یک منطقهٔ مسکونی در بنگلادش است که در ناحیه کومیلا واقع شده‌است. داودکندی ۳۷۶٫۲۳ کیلومتر مربع مساحت و ۴۵۸٬۵۰۳ نفر جمعیت دارد.